# Научный сотрудник
Нау́чный сотру́дник — общее название ряда должностей учёных, занятых научной деятельностью в НИИ, в вузах или на предприятиях, но не являющихся руководителями структурных подразделений, а также одна из конкретных должностей таких учёных в Российской Федерации.
Все научные сотрудники имеют высшее профессиональное образование, многие имеют учёные степени и звания. Нередко научные сотрудники вовлечены в педагогический процесс, однако основная их работа связана с проведением исследований. В России значительная часть контингента научных сотрудников сосредоточена в Москве (43,1 %), Санкт-Петербурге (8,7 %), Московской (6,6 %), Новосибирской (6,4 %) и Свердловской (2,6 %) областях.

## Перечень должностей научных сотрудников в России
Ниже, в двух первых колонках таблицы, перечислены должности научных сотрудников в России (в скобках — принятые сокращения) и вариант перевода на английский язык. В последней колонке отмечен профессионально-квалификационный уровень, к которому отнесены должности, согласно приказу  Минздравсоцразвития.
| Название должности                 | Английское название должности | Квалификация                    | Квал. уровень |
| ---------------------------------- | ----------------------------- | ------------------------------- | ------------- |
| младший научный сотрудник (м.н.с.) | junior researcher             | кандидат наук либо 3 года стажа | I             |
| научный сотрудник (н.с.)           | researcher                    | кандидат наук либо 5 лет стажа  | I             |
| старший научный сотрудник (с.н.с.) | senior researcher             | кандидат наук либо 10 лет стажа | II            |
| ведущий научный сотрудник (в.н.с.) | leading researcher            | доктор либо кандидат наук       | III           |
| главный научный сотрудник (г.н.с.) | principal researcher          | доктор наук                     | IV            |

Под «стажем» во всех случаях имеется в виду стаж научной работы по соответствующей специальности.

## Квалификационные требования и обязанности
Требования к претендентам на должности научных сотрудников изложены в квалификационном справочнике. Выше, в третьей колонке, указаны необходимые учёные степени: кандидат или доктор наук и опыт работы. Например, чтобы стать с.н.с., нужны либо степень, либо десять лет стажа. Кроме того, на всех ступенях выше м.н.с. одним из квалификационных требований выступает наличие научных публикаций или патентов. 
Обязанности научных сотрудников включают разработку решений научных проблем, поиск оптимальных методов проведения исследований, внесение предложений к планам работ учреждения, координацию деятельности соисполнителей, определение сферы практического применения результатов, содействие специалистам более низкого звена в повышении их квалификации. Уровень и масштаб обязанностей естественным образом растут от младшего к главному научному сотруднику. 

## Особенности требований в системе РАН
В учреждениях Российской академии наук (РАН), ввиду определённой специфики их деятельности, по сравнению с отраслевыми НИИ, приняты несколько иные квалификационные требования. Так, например, в РАН должность в.н.с. кандидату наук даётся лишь в виде исключения и не ранее, чем через пять лет после защиты диссертации.
| Должность | Квалификация (система РАН)                                        | Публикации  |
| --------- | ----------------------------------------------------------------- | ----------- |
| м.н.с.    | специалист с ВПО и опытом работы, в том числе в период обучения   | 1 за 5 лет  |
| н.с.      | кандидат наук, либо выпускник аспирантуры, либо 3 года стажа      | 3 за 5 лет  |
| с.н.с.    | кандидат наук; как исключение — специалист с ВПО и 5 лет стажа    | 5 за 5 лет  |
| в.н.с.    | доктор наук; как исключение — кандидат и 5 лет стажа после защиты | 7 за 5 лет  |
| г.н.с.    | доктор наук                                                       | 10 за 5 лет |

Важным моментом для сотрудников РАН является обобщение результатов исследований в виде научных статей; этот показатель проверяется при периодических аттестациях. При этом, если в общем справочнике фигурирует требование просто наличия публикаций, то для научного сотрудника Академии предписано их минимально необходимое число за пять последних лет. В РАН действует и ряд других дополнительных требований, в том числе касающихся участия в научных проектах и подготовке кадров.

## Учёные степени и звания научных сотрудников
В современной (2021 год) России присуждаются учёные степени кандидата наук и доктора наук, учёные звания «доцент» и «профессор» (носители этих званий, однако, могут работать не только на одноимённых позициях). И звания, и степени присваиваются по определённым специальностям, указывающим на сферу деятельности обладателя.
Для занятия должности с.н.с. обычно требуется учёная степень кандидата, а должностей в.н.с., г.н.с. — доктора наук, но возможны и иные варианты. Стандартная карьера научного сотрудника в РФ предполагает — на каком-либо этапе — получение степени. Что касается учёных званий, то их имеют лишь те, кто задействован в преподавательской работе; при этом право на занятие должности научного сотрудника любого уровня, будь то м.н.с. или даже г.н.с., не опосредовано наличием звания.
Сами наименования должностей научных сотрудников учёными званиями не являются. Но в прошлом термины «младший научный сотрудник» (1934—1989) и «старший научный сотрудник» (1934—2002) означали не только должности, но и звания. «Звание м.н.с.» было упразднено, а обладатели «звания с.н.с.» наделены правами доцентов.

## Границы понятия «научный сотрудник»
В юридическом смысле, «научными сотрудниками» в России считаются только работники, занимающие одну из позиций, перечисленных в таблице.
Помимо термина «научный сотрудник», существует понятие «научный работник», хотя оно недостаточно чётко определено даже в нормативных документах. Как следует из приказа Минздравсоцразвития, помимо научных сотрудников, к «научным работникам» относятся ещё только государственные эксперты разного ранга по интеллектуальной собственности. В то же время, как сказано в Федеральном законе, «научным работником… является гражданин, обладающий необходимой квалификацией и профессионально занимающийся научной и (или) научно-технической деятельностью»; под такую формулировку подпадает более широкий круг лиц.

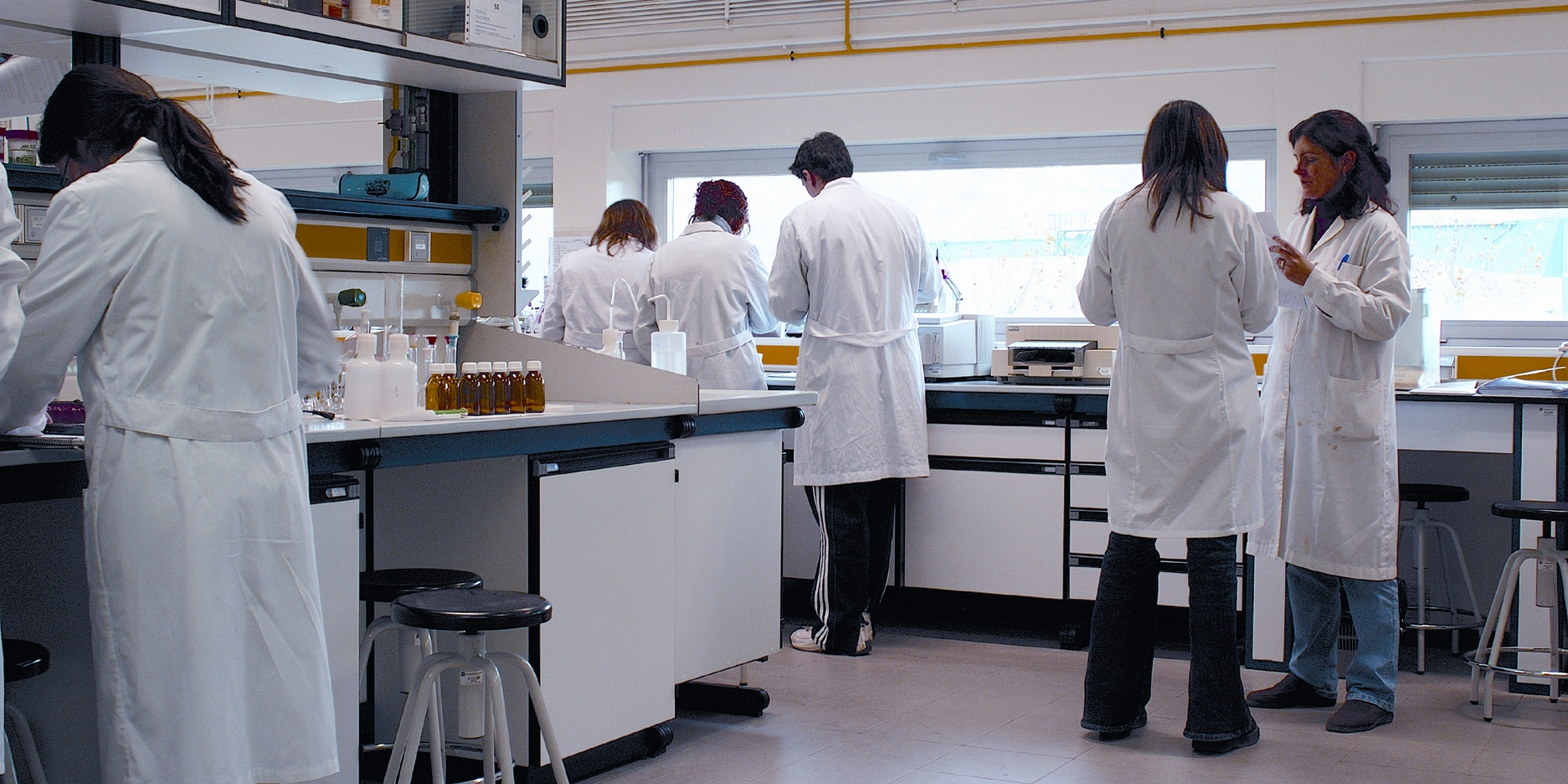
Учёные в лаборатории

На практике, понятия «научный сотрудник», «научный работник», «учёный», «работник науки», «научный исследователь» часто отождествляют и трактуют шире официального значения термина «научный сотрудник». Подобный подход объясним, так как в научной деятельности реально участвуют и завлабы, и инженеры, и вспомогательный персонал.
Как наименование стороны трудовых отношений при заключении контрактов всегда используется термин «работник», а не «сотрудник». Применительно к научному сотруднику, возможна, скажем, формулировка: «работник, принятый/переведённый на должность н.с.».

## Оплата труда научных сотрудников в России
Доход научного сотрудника в России формируется из оклада и дополнительных источников в виде грантов. В некоторых институтах ещё предусмотрены внутренние поощрительные выплаты. 
До 2013 года всем носителям учёных степеней и званий отдельно выплачивались надбавки, но затем надбавка стала частью должностных окладов научных сотрудников. Были и частично подтвердились опасения, что такое изменение ущемит интересы работников со степенями, так как вместо автоматической выплаты многое стало зависеть от готовности работодателя назначить человека на ту или иную должность. Тем не менее, степень и звание всегда считаются важными факторами послужного списка при фиксации условий контракта.
Во времена СССР научный работник обычно имел весьма скромный доход, пока у него не было кандидатской степени, но после её получения сразу попадал в «средний класс». В ходе реформ 1990-х годов почти все научные сотрудники оказались среди бедных слоёв населения. Относительная нормализация оплаты произошла лишь спустя десятилетия. В I полугодии 2016 года доход научных сотрудников в Москве и области, Санкт-Петербурге, Новосибирской и Свердловской областях колебался в зоне 37-50 тысяч рублей в месяц, что сопоставимо со средними значениями по России в целом.
Согласно указам президента России В. В. Путина от 2012 года, средние зарплаты научных сотрудников к 2018 году должны были составлять 200 % от средней зарплаты в конкретном регионе. В начале 2018 года (в преддверии новых президентских выборов) учёные действительно получили значительные суммы — 96 тысяч рублей в месяц в среднем по стране. Однако и непосредственно перед этим периодом, и сразу после него во многих институтах научных сотрудников стали массово принудительно переводить на долю ставки, чтобы номинальная зарплата числилась увеличенной, но реальные выплаты менялись мало.

## Отношение к статусу научного сотрудника
Большинство научных сотрудников (во всех областях знания, исторических эпохах, странах) — лица с высоким интеллектуальным и общекультурным уровнем. В прошлом такие лица обычно хорошо учились в школах и вузах, отличались честностью и законопослушностью. Поэтому естественно, что научные сотрудники всегда пользуются общественным уважением: так, по мнению россиян, в науке работают «самые умные» и «самые порядочные» граждане страны.
Тем не менее на отношение к статусу научного сотрудника влияет оценка материального положения людей науки в сопоставлении с избравшими иной жизненный путь гражданами. В развитых государствах мира это положение соответствует верхней части среднего класса, а если учёному удалось добиться ярких результатов, он попадает в элиту; в постсоветской России ситуация существенно хуже. В результате, согласно опросу общественного мнения, проведённому НИУ ВШЭ в 2017 году, лишь 32 % россиян были бы рады, если бы их сын или дочь захотели стать научным работником; практически столько же (29 %) не обрадовались бы такому выбору ребёнка. Для сравнения: в Китае поддержали бы детей в их стремлении строить научную карьеру 36 % родителей, а в США и Израиле – 80 % и 77 % соответственно.

## Понятие «научный сотрудник» при международном общении
Наименования позиций, сопоставимых по уровню с должностями российских научных сотрудников, могут быть различными в разных странах и даже разных организациях. В частности, эквивалентами «старшего научного сотрудника» в тех или иных случаях считаются англ. senior scientific officer, senior fellow/associate и другие позиции. Единого международного реестра и правил конвертирования научных должностей не создано.
Также нет утверждённых норм перевода названий российских должностей научных сотрудников на английский и другие языки. Один из вариантов предложен в таблице в начале статьи (он рекомендован, например, МАИК), но грамматически вполне допустимо заменять, например, «researcher» на «research scientist» и «research staff member», или «principal» на «main». При международном общении на любом языке нелишне пояснять, что в России для исследователей (не начальников) есть должностные ступени с пятой по первую, максимальную, и что обсуждаемое лицо занимает такую-то ступень, именуемую так-то — скажем, для в.н.с.: вторую ступень, англ. leading research scientist или нем. führender wissenschaftlicher Mitarbeiter и тому подобное.
Профессиональная деятельность научных сотрудников за рубежом, независимо от страны, учреждения и наименований должностей, качественно соответствует деятельности в России и включает исследования, участие в подготовке кадров, публикацию научных результатов и другие аспекты.